# Leptotarsus horridus
Leptotarsus horridus är en tvåvingeart som först beskrevs av Alexander 1941.  Leptotarsus horridus ingår i släktet Leptotarsus och familjen storharkrankar.
Artens utbredningsområde är Peru. Inga underarter finns listade i Catalogue of Life.